# Пескароло-эд-Унити
Пескароло-эд-Унити (итал. Pescarolo ed Uniti) — коммуна в Италии, располагается в регионе Ломбардия, в провинции Кремона.
Население составляет 1485 человек (2008 г.), плотность населения составляет 93 чел./км². Занимает площадь 16 км². Почтовый индекс — 26033. Телефонный код — 0372.
Покровителем коммуны почитается святой апостол Андрей.

## Демография
Динамика населения:

## Администрация коммуны
- Официальный сайт: